# Duromètre Shore

Diagramme d'un duromètre pénétrateur utilisé pour les types Shore A et D

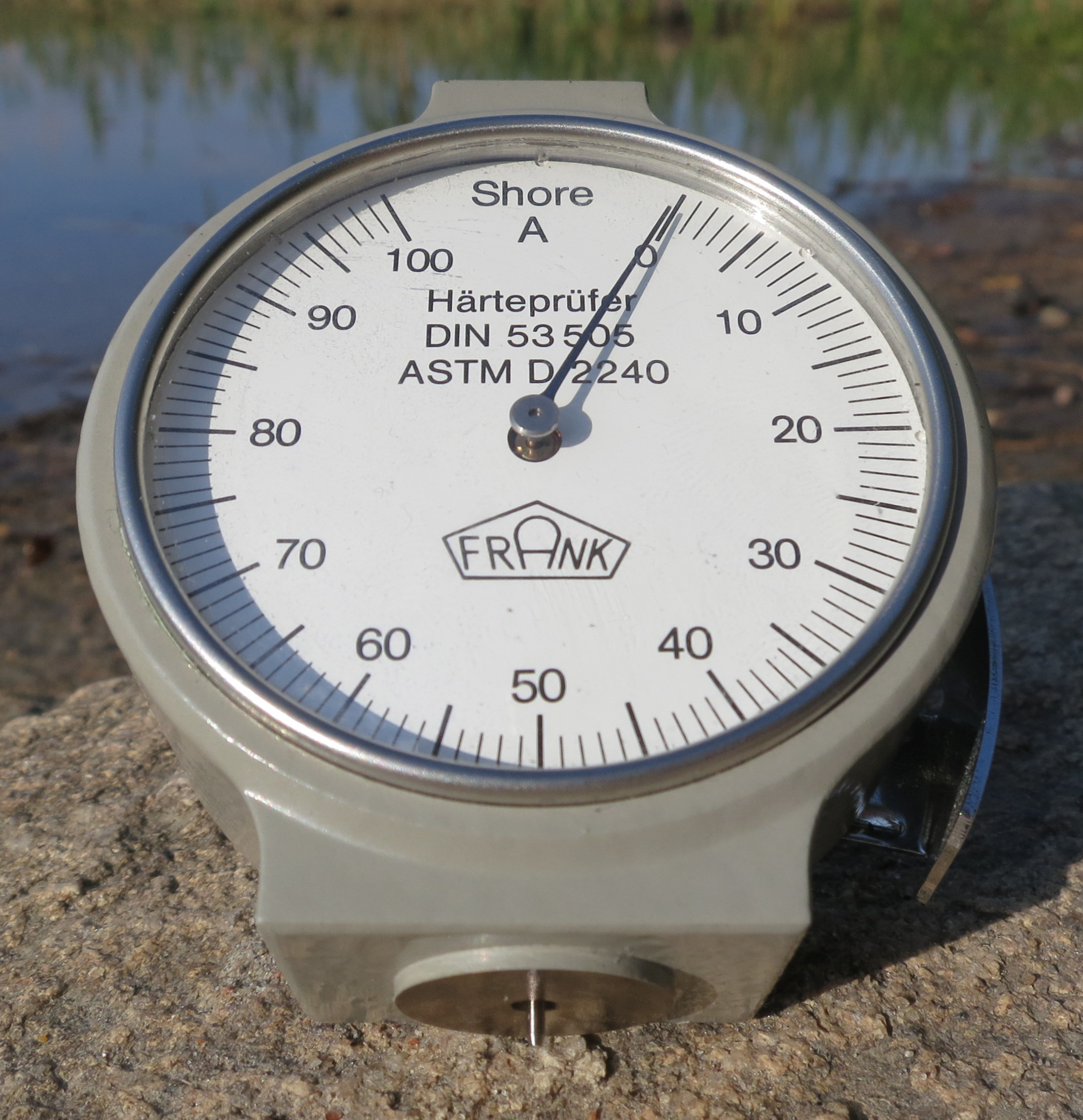
Portable duromètre Shore (A)

Un duromètre Shore est un instrument qui mesure typiquement la dureté des élastomères et de certains polymères thermoplastiques.
Il détermine la profondeur d'enfoncement d'un pénétrateur normalisé par simple application sur l'échantillon.
Les plus courants sont de type Shore A et D, portables (pour mesure sur site) ou non.
Concernant les appareils analogiques, la lecture se fait directement sur un cadran gradué en degrés SHORE.
Les plus sophistiqués possèdent :
- un pénétrateur en diamant monocristallin à longue durée de vie ;
- plusieurs échelles de mesure : dureté selon Shore (échelle de 5,5 à 101,3 Shore A, par exemple), Rockwell B et C, Brinell et Vickers. Cela évite l'usage de table de conversion ou le calcul, dans les cas favorables ;
- et un affichage numérique LCD, avec mémoire de mesures et sortie de données (interface RS 232 pour connexion sur PC).